# Mandres (Eure)
Mandres és un municipi francès al departament de l'Eure (regió de Normandia). L'any 2007 tenia 353 habitants. Testificat en les formes Mandræ el 1301 (cartulari del cap. d'Évreux), Mendres el 1454, etimològicament «parc d'ovelles».

## Demografia

### Població
El 2007 la població de fet de Mandres era de 353 persones. Hi havia 140 famílies de les quals 36 eren unipersonals (20 homes vivint sols i 16 dones vivint soles), 56 parelles sense fills i 48 parelles amb fills.
La població ha evolucionat segons el següent gràfic:

### Habitatges
El 2007 hi havia 172 habitatges, 148 eren l'habitatge principal de la família, 19 eren segones residències i 5 estaven desocupats. 170 eren cases i 1 era un apartament. Dels 148 habitatges principals, 130 estaven ocupats pels seus propietaris, 14 estaven llogats i ocupats pels llogaters i 4 estaven cedits a títol gratuït; 8 tenien dues cambres, 14 en tenien tres, 35 en tenien quatre i 90 en tenien cinc o més. 120 habitatges disposaven pel capbaix d'una plaça de pàrquing. A 58 habitatges hi havia un automòbil i a 77 n'hi havia dos o més.

### Piràmide de població
La piràmide de població per edats i sexe el 2009 era:
| Homes | Edats   | Dones |
| ----- | ------- | ----- |
| 0     | 95 o +  | 1     |
| 0     | 90 a 94 | 1     |
| 1     | 85 a 89 | 3     |
| 1     | 80 a 84 | 1     |
| 5     | 75 a 79 | 12    |
| 5     | 70 a 74 | 7     |
| 8     | 65 a 69 | 3     |
| 6     | 60 a 64 | 7     |
| 9     | 55 a 59 | 5     |
| 14    | 50 a 54 | 11    |
| 24    | 45 a 49 | 19    |
| 14    | 40 a 44 | 16    |
| 12    | 35 a 39 | 12    |
| 10    | 30 a 34 | 10    |
| 8     | 25 a 29 | 4     |
| 8     | 20 a 24 | 6     |
| 15    | 15 a 19 | 25    |
| 15    | 10 a 14 | 15    |
| 11    | 5 a 9   | 6     |
| 9     | 0 a 4   | 4     |

## Economia
El 2007 la població en edat de treballar era de 243 persones, 185 eren actives i 58 eren inactives. De les 185 persones actives 165 estaven ocupades (90 homes i 75 dones) i 20 estaven aturades (11 homes i 9 dones). De les 58 persones inactives 27 estaven jubilades, 12 estaven estudiant i 19 estaven classificades com a «altres inactius».

### Ingressos
El 2009 a Mandres hi havia 147 unitats fiscals que integraven 368 persones, la mediana anual d'ingressos fiscals per persona era de 19.910 €.

### Activitats econòmiques
Dels 5 establiments que hi havia el 2007, 2 eren d'empreses de construcció, 1 d'una empresa de comerç i reparació d'automòbils, 1 d'una empresa financera i 1 d'una empresa de serveis.
Els 2 serveis als particulars que hi havia el 2009 eren paletes.
L'any 2000 a Mandres hi havia 11 explotacions agrícoles que ocupaven un total de 576 hectàrees.

## Poblacions properes
El següent diagrama mostra algunes poblacions properes.